# Willy Müller (Politiker, 1884)
Willy Müller (* 29. September 1884 in Isernhagen; † 4. Dezember 1973 ebenda) war ein deutscher Landwirt und Politiker (CNBL, DP), der sowohl dem Preußischen als auch dem Niedersächsischen Landtag angehörte.

## Leben
Müller besuchte die Volksschule Isernhagen und die Michelsenschule, eine Landwirtschaftsschule in Hildesheim. Durch den Tod des Vaters 1901 übernahm er den Hof seiner Eltern. Von 1914 bis 1918 war er Teilnehmer des Ersten Weltkrieges. Er diente ab 1915 beim Reserve-Jäger-Bataillon Nr. 2 und wurde mit dem Eisernen Kreuz II. Klasse ausgezeichnet. Nach seiner Rückkehr wurde Müller 1919 zum Bürgermeister in Isernhagen gewählt, was er bis 1933 blieb. Außerdem war er von 1925 bis 1933 Vorsitzender des Kreislandbundes Burgdorf. Mit der Machtübernahme der Nationalsozialisten wurde er 1933 aus allen Ämtern entfernt. Zuvor war er noch von 1928 bis 1932 als Landeswahlvorschlag für die Christlich-Nationale Bauern- und Landvolkpartei (CNBL) Mitglied des Preußischen Landtages gewesen, wo er der Deutschen Fraktion angehört hatte.
Nach Ende des Zweiten Weltkrieges war Müller von 1945 bis 1948 erneut Bürgermeister der Gemeinde Isernhagen. Von 1945 bis 1961 war Müller Leiter der Landkrankenkasse Burgdorf und Präsident des Niedersächsischen Landgemeindetages. Müller war zudem von 1945 bis 1959 Mitglied und Vizepräsident der Evangelischen Landessynode. Von 1948 bis 1964 war er Landrat des Kreises Burgdorf. Für seine Verdienste wurde ihm das Große Verdienstkreuz des Verdienstordens der Bundesrepublik Deutschland verliehen. In der ersten Wahlperiode war er von 1947 bis 1951 Abgeordneter im Landtag von Niedersachsen. Von 1948 bis 1951 war er Vizepräsident des Niedersächsischen Landtages und von 1949 bis 1951 Vorsitzender des Flüchtlingsausschusses. Danach schied er aus, rückte aber 1952 für August Block nach. Er gehörte dem Landtag danach noch bis zum Ende der zweiten Wahlperiode 1955 an.